# Bloom Into You
Bloom into You (japanska: やがて君になる?, Yagate kimi ni naru), ordagrant "Till slut, blir dig" är en japansk yuri manga-serie skriven och illustrerad av Nio Nakatani. Mangan publicerades i det japanska shōnen manga-magasinet Dengeki Daioh mellan 27 april 2015 och 27 september 2019. Den var utgiven i  Japan av ASCII Media Works under deras Dengeki Comics NEXT-label.
Från och med december 2019 har 8 tankōbon-volymer släppts. Mangan var licensierad för en engelsk release i Nordamerika av Seven Seas Entertainment 14 februari 2016, och de första volymerna släpptes i januari 2017. En anime-adaption gjord av Troyca, som täckte de fem första volymerna, sändes mellan oktober och december 2018.